# 데이비드 코스터빌

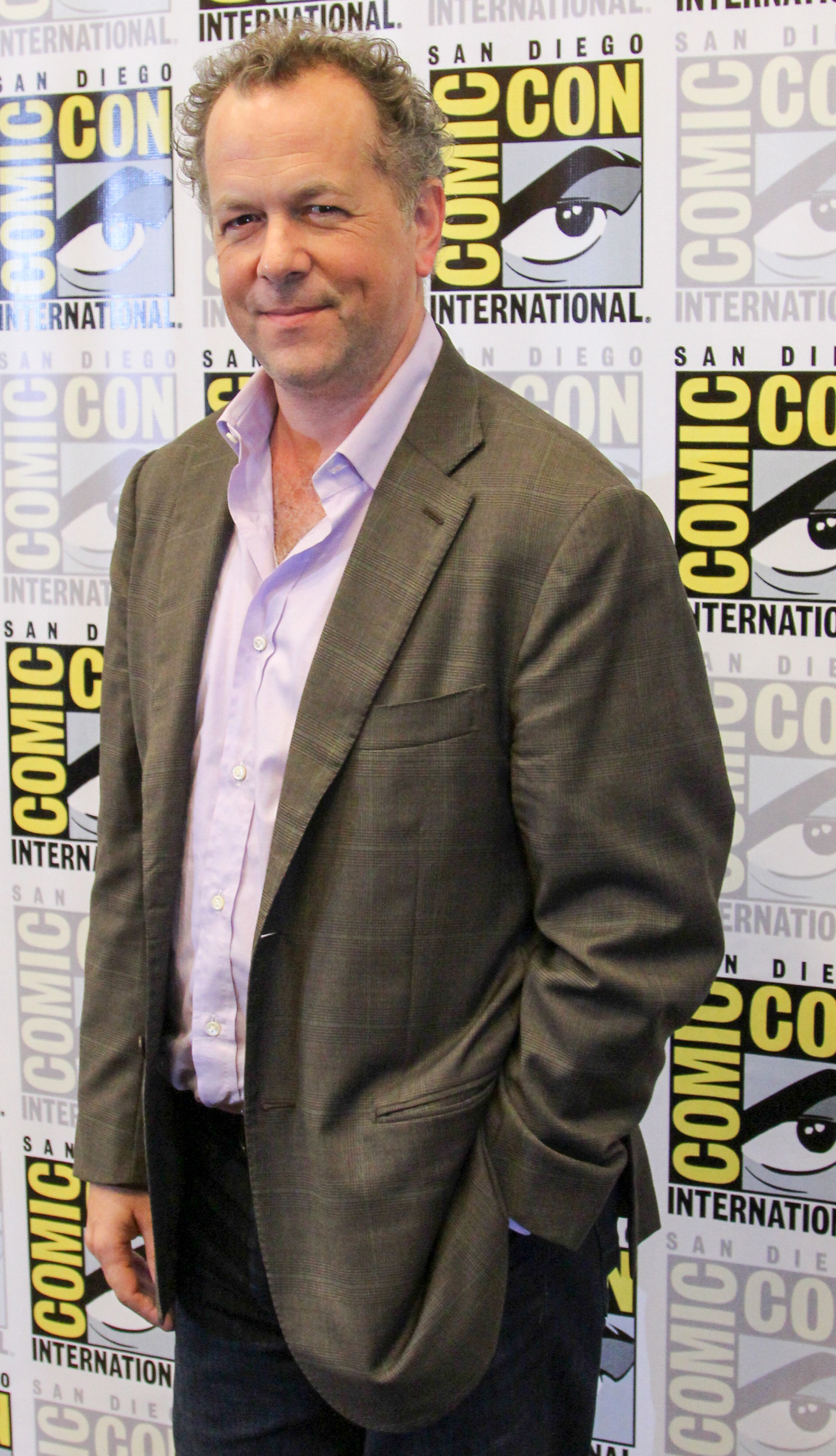

데이비드 코스터빌(영어: David Costabile, 1967년 1월 9일 ~ )은 미국의 배우이다. 드라마 《빌리언스》의 조연 마이크 와그너 역으로 알려져 있다.
워싱턴 D.C.에서 태어났다.

## 방송
- 빌리언스 시즌5
- 빌리언스 시즌4
- 빌리언스 시즌3
- 빌리언스 시즌2
- 빌리언스

## 영화
- 더 포스트 (2017년) - 아트 부쉬왈드 역
- 빌리언스 (2016년)
- 13시간 (2016년) - 밥 역
- 딕 (2015년)
- 썸웨어 슬로우 (2013년) - 로버트 톰슨 역
- 윈터 썬 (2013년)
- 히든카드 (2013년)
- 사이드 이펙트 (2013년) - 칼 밀뱅크 역
- 브레이킹 배드 시즌5 (2012년) - 게일 역
- 브레이킹 배드 시즌4 (2011년) - 가일 역
- 퍼슨 오브 인터레스트 (2011년)
- 브레이킹 배드 시즌3 (2010년) - 가일 역
- 헨리스 크라임 (2010년) - 아놀드 역
- 바운티 헌터 (2010년) - 아서 역
- 솔리터리 맨 (2009년)
- 노토리어스 (2009년)
- 브레이킹 배드 시즌1 (2008년)
- 데미지 시즌1 (2007년)
- 그레이트 뉴 원더풀 (2005년)
- 더 와이어 시즌1 (2002년)
- 도둑맞은 여름 (2002년)
- 그녀가 위대하지 않나요 (2000년)
- 그린치 (2000년)
- 비상 계엄 (1998년)